# Stéphane Delautrette
Stéphane Delautrette, né le 20 septembre 1972 à Limoges (Haute-Vienne), est un homme politique français.
Élu local de la Haute-Vienne à partir des années 2000, il est élu député de la deuxième circonscription de ce département le 19 juin 2022, sous la bannière politique de la Nouvelle Union populaire écologique et sociale.

## Biographie

### Origines familiales
Stéphane Delautrette est le fils d'un employé de l'usine Saviem de Limoges, communiste, et d'une ouvrière bonnetière de l'usine de confection textile Broussaud, aux Cars.

### Formation et vie professionnelle
Après une scolarité aux Cars, puis à Châlus et au lycée Darnet de Saint-Yrieix-la-Perche, Stéphane Delautrette poursuit ses études supérieures à l'université de Limoges. Ingénieur en environnement, il exerce à Poitiers, puis à l'Ademe du Limousin puis de Nouvelle-Aquitaine, à Limoges.

## Parcours politique

### Élu local
Membre du Parti socialiste à partir de 2002, Stéphane Delautrette est maire de la commune des Cars, en Haute-Vienne, à partir de 2006, succédant au maire Michel Guignard, décédé en fonctions.
Il exerce aussi les fonctions de président de la Communauté de communes pays de Nexon-Monts de Châlus et de conseiller départemental du canton de Saint-Yrieix-la-Perche, vice-président du conseil départemental de 2015 à 2022 chargé de la transition écologique, des investissements et des politiques contractuelles et président de l'association départementale des maires depuis 2020, succédant à la sénatrice Isabelle Briquet.

### Député
Candidat désigné par la Nouvelle Union populaire écologique et sociale dans la deuxième circonscription de la Haute-Vienne pour les élections législatives de 2022, il arrive en tête au premier tour, avec 35,58 %, devant la candidate du RN Sabrina Minguet, contre qui il l'emporte au second tour avec 61,47 % des suffrages exprimés. Il succède au député LREM et ancien ministre des Transports Jean-Baptiste Djebbari, qui ne se représentait pas. Il démissionne de son mandat de maire, un mois après son élection de député conformément au non cumul des mandats.
En 2023, il prend la tête d'un groupe inter-partisan de députés envisageant de déposer une proposition de loi visant à faire respecter un seuil minimum de sujets en lien avec l'environnement dans les rédactions. Avec la députée Renaissance Véronique Riotton, il est également chargé d'évaluer la loi anti-gaspillage pour une économie circulaire (dite « loi AGEC »),.
Il est à nouveau candidat lors des élections anticipées de 2024. Il est le candidat désigné du Nouveau Front Populaire (Parti Socialiste) dans la deuxième circonscription de Haute-Vienne pour les élections législatives anticipées de 2024. Devancé de 19 voix par la candidate RN Sabrina Minguet au premier tour, il l'emporte contre celle-ci au second tour en duel, ayant bénéficié du retrait de la candidate MoDem Marie-Ève Tayot.
En octobre, il est porté à la présidence de la Délégation aux collectivités territoriales et à la décentralisation, chargée d'entretenir le dialogue des députés avec les collectivités territoriales.